# Comuna de Klukowo
Klukowo (polaco: Gmina Klukowo) é uma gminy (comuna) na Polónia, na voivodia de Podláquia e no condado de Wysokomazowiecki. A sede do condado é a cidade de Klukowo.
De acordo com os censos de 2004, a comuna tem 4745 habitantes, com uma densidade 38,3 hab/km².

## Área
Estende-se por uma área de 123,77 km², incluindo:
- área agricola: 86%
- área florestal: 9%

## Demografia
Dados de 30 de Junho 2004:
|                      | Total   | Total | Mulheres | Mulheres | Homens  | Homens |
| -------------------- | ------- | ----- | -------- | -------- | ------- | ------ |
|                      | pessoas | %     | pessoas  | %        | pessoas | %      |
| População            | 4745    | 100   | 2284     | 48,1     | 2461    | 51,9   |
| Densidade (pop./km²) | 38,3    | 100   | 18,5     | 18,5     | 19,9    | 19,9   |

De acordo com dados de 2002, o rendimento médio per capita ascendia a 1191,9 zł.

## Comunas vizinhas
- Boguty-Pianki, Brańsk, Ciechanowiec, Czyżew-Osada, Rudka, Szepietowo